# 伊沃·乌利赫
伊沃·乌利希（ Ivo Ulich ，1974年9月9日—）是一名已退役的捷克足球运动员，退役前司职中场。

## 俱乐部生涯
乌利希是一名中场球员，曾效力于布拉格斯拉維亞體育俱樂部、慕遜加柏體育會、神戶勝利船和特雷斯登戴拿模。他于2008年退役，但仍留在特雷斯登戴拿模並担任該隊的球探。